# Lynton and Lynmouth
Lynton and Lynmouth est une paroisse civile du Devon, située dans l'Angleterre du Sud-Ouest. 

## Géographie
Aussi appelé Little Switzerland (la Petite Suisse), Lynton and Lynmouth forme un paysage pittoresque situé dans et autour des villages de Lynton et de Lynmouth, paysage qui ressemble à ceux de la Suisse. Elle inclut des parties côtières et la campagne environnantes : la Vallée des Rochers (en), Watersmeet (en) et la vallée de la rivière Heddon (en). Cette ressemblance a été popularisée par les poètes du mouvement romantique Wordsworth, Coleridge, Shelley et Southey,,. En 2021, la population était de 1 405 habitants.

« De la colline de Summerhouse, entre les deux, la perspective est magnifique : de chaque côté, les combes et la rivière ; devant, le beau petit village, qui, m'a assuré un familier de la Suisse, ressemble à un village suisse. »